# Givaldo Carimbão
Givaldo de Sá Gouveia Carimbão, mais conhecido como Givaldo Carimbão (Itabi, Sergipe, 14 de outubro de 1957), é um empresário e político brasileiro filiado ao Movimento Democrático Brasileiro (MDB).
É pai de Givaldo Carimbão Júnior, Deputado Estadual em Alagoas.

## Biografia
Foi eleito em 2014 pelo PROS, mas em Março de 2016 ingressou no PHS, assumindo também a liderança do partido na Câmara dos Deputados e a presidência do Diretório Estadual em Alagoas. A mudança teria sido provocada pela insatisfação dele e de outros parlamentares com a gestão dos recursos do fundo partidário. Esta foi a 13ª liderança de bancada partidária que o deputado assume em 30 anos de carreira política.
Carimbão foi vereador em Maceió por 3 mandatos entre 1989 e 1999, quando foi eleito Deputado Federal. Atualmente é filiado ao MDB, sendo que antes foi filiado também no PTR, PV, PSB, PHS e Avante.
Votou a contra o Processo de impeachment de Dilma Rousseff. Já durante o Governo Michel Temer, votou a favor da PEC do Teto dos Gastos Públicos. Em abril de 2017 foi contrário à Reforma Trabalhista. Em agosto de 2017 votou a favor do processo em que se pedia abertura de investigação do então presidente Michel Temer.
Nas eleições de 2018, foi candidato a deputado federal pelo Avante, porém não conseguiu ser reeleito.

## Ligações Externas
- Perfil Oficial no portal da Câmara dos Deputados
- Site Oficial